# スーパーマン誕生
スーパーマン誕生（スーパーマンたんじょう、Superman）は、1941年9月26日にアメリカ合衆国で公開されたスーパーマンの最初の作品である。この作品はDCコミックスのスーパーマンを原作に、フライシャー・スタジオが制作している。

## ストーリー
ある日、デイリープラネットに脅迫状が届いた。マッドサイエンティストが、今夜12時に光線銃を発射すると予告したのだ。
ホワイトは、『頼んだぞケント、ロイスと同行させよう。』と言ったが、ロイスは『自分で特ダネを作る』と主張し、飛行機で出発した。
そして12時、マッドサイエンティストは動き出した。ロイスはマッドの隠れ処に到着し、マッドサイエンティストにインタビューしようとしたところ、捕まってしまう。そこでマッドサイエンティストは、『特ダネをお望みなら見せてやる！』と話し、ロイスに橋を破壊する所を見せた。マッドは『これが最高の特ダネですぞ、ロイス・レイン？』と言って大笑いした。その後、速報が流れ、クラーク・ケントは急いでスーパーマンに変身し、建物を守り、光線銃を塞ぎ、その装置を壊し、ロイス・レーンを助け、逃げるマッドサイエンティストを捕まえ、実験室は崩壊し、マッドサイエンティストを刑務所に送り込んで立ち去り、事件は解決する。

## キャスト
- クラーク・ケント/スーパーマン - バッド・コルヤー
- ロイス・レーン - ジョアン・アレクサンダー
- ペリー・ホワイト - ジュリアン・ノア
- マッドサイエンティスト - ジャック・マーサー
- ラジオ・ニュースキャスター - ジャクソン・ベック